# ASAC Concorde
El ASAC Concorde (en árabe: الجمعية الرياضية الفنية و الثقافية للوئام‎) es un equipo de fútbol de Mauritania que milita en la Liga mauritana de fútbol, la liga de fútbol más importante del país.

## Historia
Fue fundado en el año 1986 en la capital Nuakchot y cuenta en su historial con 2 títulos de liga, 2 títulos de copa de Mauritania y dos de supercopa.
A nivel internacional ha participado en 4 torneos continentales, donde su mejor participación ha sido en la Copa Confederación de la CAF 2005, donde pasó de la Ronda Preliminar.

## Palmarés
- Liga mauritana de fútbol: 2

2008, 2017
- Copa del Presidente de la República: 2

2009, 2021
- Supercopa de Mauritania: 2

2012, 2017

## Participación en competiciones de la CAF
| Temporada | Torneo                       | Ronda      | Club           | Casa  | Visita | Global |
| --------- | ---------------------------- | ---------- | -------------- | ----- | ------ | ------ |
| 2005      | Copa Confederación de la CAF | Preliminar | Heart of Lions | w.o.1 | w.o.1  | w.o.1  |
| 2005      | Copa Confederación de la CAF | 1          | Bamboutos FC   | 0-0   | 0-2    | 0-2    |
| 2007      | Copa Confederación de la CAF | Preliminar | ASO Chlef      | 0-1   | 1-2    | 1-3    |
| 2018      | Liga de Campeones de la CAF  | Preliminar | Espérance ST   | 1-1   | 0-5    | 1-6    |
| 2021/22   | Copa Confederación de la CAF | 1          | ASC Kara       | 4-0   | 0-3    | 4-3    |
| 2021/22   | Copa Confederación de la CAF | 2          | JS Saoura      | 1-2   | 1-1    | 2-3    |

1- Heart of Lions abandonó el torneo.